# 卡汀娜·帕辛歐
卡汀娜·帕辛歐（希臘語：Κατίνα Παξινού，1900年12月17日—1973年2月22日），希臘女演員，曾獲得金球獎最佳電影女配角、奧斯卡最佳女配角獎。

## 外部連結
- 卡汀娜·帕辛歐在互联网电影资料库（IMDb）上的資料（英文）
- 在AllMovie上卡汀娜·帕辛歐的頁面（英文）
- TCM电影资料库上卡汀娜·帕辛歐的资料（英文）
- 互聯網百老匯資料庫（IBDB）上卡汀娜·帕辛歐的資料（英文）
- 在Find a Grave上的卡汀娜·帕辛歐